# خوسيه غارسيا مولينا
خوسيه غارسيا مولينا هو أستاذ جامعي وسياسي إسباني، ولد في 29 ديسمبر 1969 في برشلونة في إسبانيا. نشط حزبياً في بوديموس. وقد انتخب  (10 أغسطس 2017 – 8 يوليو 2019) وفي 2015 Castilian-Manchegan regional election ‏، انتخب عضو برلمان قشتالة-لا مانتشا ‏ عن دائرة Toledo (Cortes of Castilla–La Mancha constituency) ‏ خلال  (18 يونيو 2015 – 4 أغسطس 2017).